# Битва при Сьюдад-Реаль
Битва за Сьюдад-Реаль произошла 24 марта 1809 года во время Пиренейских войн, являющихся частью наполеоновских войн, между 4-м французским имперским корпусом Ораса Франсуа Бастьена Себастьяни и испанскими войсками Хосе де Урбина-и-Урбина, графа Картаохаля. Сражение окончилось полным разгромом испанцев.

## Предыстория

Французские кампании в Пиренеях

Австрийские военные реформы, которые вылились в войну пятой коалиции, заставили Наполеона 17 января покинуть Вальядолид и прибыть в Париж 23 января. Завоевание Испании было поручено 1-му корпусу маршала Клод-Виктора Перрена, состоящего из трёх пехотных дивизий под командованием дивизионных генералов Франсуа Амабля Рюффена, Эжен-Казимира Вийята и Жана Франсуа Леваля, двух кавалерийских дивизий под командованием Антуана Шарля Луи де Лассаля и Виктора Латур-Мобура, а также артиллерии дивизионного генерала Александра Антуана Юро де Сенармона. Всего в нём было 20 тыс. человек и 50 орудий.
Кампания началась 15 марта 1809 года. Перейдя реку Тахо в нескольких местах, французская армия соединилась возле Альмараса, защищаемого испанской Армией Эстремадуры под командованием Григорио Гарсия де ла Куэсты. Войска Висенте де Каньяса-и-Портокарреро были разгромлены в Месас-де-Ибор немецкой дивизией Леваля, что вынудило Куэсту отойти к Гвадиане. Тем временем Хосе де Урбина-и-Урбина, графа Картаохаля, командующий Армии Ла-Манчи, послал дивизию герцога Альбуркерке атаковать французский форпост в Толедо, пока сам он защищал Сьюдад-Реаль.
20 марта в Беррокале произошёл первый бой, в ходе которого 5-й шассёрский конный полк столкнулся с испанскими карабинерами. На следующий день, пока продолжалось отступление Куэсты, Хенестроса устроил засаду своим французским преследователям в битве при Мьяхадасе. Маршал Виктор, предполагая, что после сражения на берегах реки Тахо Куэста окончательно отступит, разделил свои силы между Меридой и Медельином.
Польское подразделение генерала де Валанса из корпуса Ораса Себастьяни, состоящее из двух пехотных полков Вислинского легиона, 20 марта покинуло Толедо и направилось на юго-запад, чтобы захватить Андалусию. Вечером 23 марта они остановились для отдыха в городе Мора. Четыре эскадрона уланов полковника Яна Конопки ночевали в Лос-Ебенес, где их застал врасплох Хосе де Урбина-и-Урбина, вынудивший поляков бежать после схватки.

## Битва
Граф Картаохаль разместил свою штаб-квартиру в Сьюдад-Реале, и его остатки испанской армии, разгромленные в Уклесе и Лос-Ебенес, состоящие из деморализованных войск с устаревшим вооружением, а то и вообще не вооружённые, растянулись вдоль всей провинции: кавалерия до Мансанареса, занимая Даймьель, Торральба-де-Калатрава и Каррион-де-Калатрава, а основная часть пехоты была размещена на окраине Вальдепеньяс. Узнав об этом, генерал Себастьяни принял решение разделить свою армию на две части: одна должна была идти в Сьюдад-Реаль по Королевской дороге Андалусии, а другая должна была обойти испанцев с тыла.
В 10 часов утра 26 марта драгуны генерала Мийо подошли к Перальбильо, где ему не удалось пересечь мост через Гвадиану в Сьюдад-Реале, несмотря на подход подкрепления из других подразделений 4-го корпуса. Французская армия, которая прибыла позже, была совершенно застигнута врасплох упорством испанцев, и в течение дня испанская армия и ополченцы сопротивлялись мосту Нолая значительно превосходящим их силам французов.
На следующий день к драгунам подошла остальная часть 4-го корпуса, и после того, как польские уланы прорвались через мост и окружили неприятеля с фланга, французская пехота с их численным превосходством разгромила испанские войска, оборонявшие мост, включая артиллерию, а затем часть испанской пехоты бежала к склонам холма Талая. Королевский полк карабинеров прикрывал отступление пехоты в направлении Альмагро. Испанский генерал также поспешно бежал, отдав приказ об отступлении к Висо-дель-Маркес.

## Итог
В полдень французы прибыли в Сьюдад-Реаль, где освободили около 80 пленных, захваченных испанцами в предыдущие дни.
На следующий день французы продолжили преследование в Санта-Крус-де-Мудела и Висо-дель-Маркес, и их авангард, не дожидаясь остальной части корпуса, снова разгромил те же испанские войска, которые теперь бежали на другую сторону перевала Деспеньяперрос.
Испанцы потеряли примерно 2 тыс. человек убитыми и ранеными, и ещё больше попали в плен. После битвы граф Картаохаль был отстранён от командования за некомпетентность, и на его место был назначен генерал Франсиско Хавьер Венегас.
18 сентября 1809 года само присутствие Уланов ада во время битвы при Оканье заставило тот же полк карабинеров бежать с поля боя.